# 光澤舜明
光澤舜明（みつざわ しゅんめい、1933年 - ）は、日本の工学者。学位は、工学博士（慶應義塾大学）。元北海道東海大学学長。東海大学名誉教授。山梨県出身

## 略歴
東海大学工学部応用理学科卒業。1964年（昭和39年）慶應義塾大学大学院工学研究科博士課程を修了。その後、東海大学理学部化学科講師、同理学部助教授、同理学部教授。さらに、東海大学学生部長、同教務部長、同入試センター長、同理学部長などを歴任。
1997年4月東海大学福岡短期大学学長（～2001年）。2001年4月から北海道東海大学学長（～2005年）。

## 研究
専門は環境化学、教育化学。大気中Noの酸化を研究。この他、大学における大学評価にも従事。

## 著書
- 安岡高志共著『二酸化鉛による低濃度一酸化窒素の二酸化窒素への酸化』（分析化学25巻7号, 1976年）
- 安岡高志、高野二郎共著『TOC測定法による固体有機化合物の水に対する溶解度測定』（日本化学会誌1982年11号, 1982年）
- 安岡高志、渡辺哲男ほか共著『モレキュラーシーブスによる清浄空気の調製』（東海大学紀要. 教養学部22号, 1976年）

## 門下生
安岡高志 - 東海大学理学部教授

## 駐
1. ↑  以上につき『北海道人物・人材情報リスト2004 な－わ』（日外アソシエーツ編集発行、2003年）ｐ2010